# Ewa Bagłaj
Ewa Bagłaj (ur. 1980) – polska pisarka, autorka powieści dla młodzieży i biografii, dziennikarka prasowa.

## Życiorys
Ewa Bagłaj urodziła się w 1980 r. Pochodzi z Terespola nad Bugiem, gdzie ukończyła szkołę podstawową oraz Liceum Ogólnokształcące im. Bohaterów Warszawy. Magisterium z filologii polskiej uzyskała na Uniwersytecie Kardynała Stefana Wyszyńskiego w Warszawie. Absolwentka podyplomowego studium dziennikarstwa na Uniwersytecie Warszawskim. Zajmuje się obroną praw zwierząt, współpracowała z Fundacją Międzynarodowy Ruch na Rzecz Zwierząt – Viva! włączając się w akcję „Nie w moim imieniu”.
Jako nastolatka lubiła pisać wiersze i opowiadania. W czasie studiów polonistycznych, Janusz Tarasiuk prowadzący „Gońca Terespolskiego”, zaproponował jej współpracę. Publikowała artykuły i poznawała ludzi odkrywając pasję dziennikarską. Będąc dziennikarką publikowała m.in. w pismach: „Dziennik Wschodni”, „Słowo Podlasia”, „Koń Polski”, „Sukces”, Polskiearaby.com. W czasie studiów zaczęła jeździć konno, w stadninie Eugeniusza Kuprysia w Kostomłotach, dzięki czemu poznała Janusza Selima Kulikowskiego z „Dziennika Wschodniego”, do którego zgłosiła się chcąc napisać o hubertusie. Kulikowski zaproponował jej dłuższą współpracę, a gdy przeniósł się do tygodnika „Słowa Podlasia” zabrał ze sobą Bagłaj.
Jako pisarka zadebiutowała w 2005 r. książką Broszka, która dała początek serii przeznaczonej dla młodzieży, których akcja rozgrywa się w ośrodku jeździeckim w Kostomłotach nad Bugiem. Kolejna Dublerka ukazała się w 2007 r., trzecia Prymuska w 2013 r. W 2007 r. wydała biografię matki aktora Daniela Olbrychskiego, nauczycielce i pisarce z Drohiczyna, Słoneczna dziewczyna: Opowieść o Klementynie Sołonowicz-Olbrychskiej. W 2016 r. opublikowana została biografia wieloletniego prezesa stadniny koni w Janowie Podlaskim Marek Trela. Moje konie, moje życie. Na początku 2020 r. ukazała się książka Michael Jackson. Księżycowym krokiem do gwiazd będąca połączeniem biografii króla popu i poradnika motywacyjnego.

## Wybrane dzieła
- Broszka, 2005[11]
- Dublerka, 2007[12]
- Słoneczna dziewczyna. Opowieść o Klementynie Sołonowicz-Olbrychskiej, 2007[13]
- Prymuska, 2013[14]
- Marek Trela. Moje konie, moje życie, 2019[15]
- Michael Jackson. Księżycowym krokiem do gwiazd, 2020[16]